# Orden vom Slowakischen Nationalaufstand
Der Orden vom Slowakischen Nationalaufstand wurde per Beschluss des National-Rates Nr. 102 vom 23. August 1945 in zwei Klassen sowie einer Erinnerungsmedaille gestiftet und war als Auszeichnung für alle Personen vorgesehen, die sich in hervorragender Weise Verdienste um die Abwehr erworben haben, sowie sich an den Vorbereitungen und der Abwehr direkt beteiligten und am Aufstand beteiligt gewesen waren. Eine Verleihung konnte auch posthum erfolgen.
Die I. Klasse ist eine Silber vergoldeten runde Medaille und zeigt reliefartig eine sich nach links bewegende Frau mit einem Schwert in der erhobenen rechten Hand. Umlaufend  SLOVENSKÉ NÁRODNÉ POVSTANIE 29.VIII.1944 . Rückseitig die fünfzeilige Inschrift  RAD SLOVENSKÉ NÁRODNÉHO POVSTANIA I.TRIEDA  (Orden des Slowakischen Nationalaufstandes I. Klasse). Die II. Klasse ist aus Silber gefertigt und unterscheidet sich lediglich durch die geänderte Inschrift auf der Rückseite  RAD SLOVENSKÉ NÁRODNÉHO POVSTANIA II.TRIEDA  (Orden des Slowakischen Nationalaufstandes II. Klasse).
Die Vorderseite der aus Bronze gefertigten Erinnerungsmedaille entspricht der I. und II. Klasse. Auf der Rückseite findet sich die dreizeilige Inschrift  NA PAMÄT ZA ÚČASŤ NA POVSTÁNÍ  (Zur Erinnerung an die Teilnahme am Aufstand). Über und unter der Inschrift befindet sich ein Lindenblatt.
Getragen werden die I. und II. Klasse an einem blauen Band mit einem weißen Mittelstreifen, die Erinnerungsmedaille am Band der slowakischen Nationalfarben weiß-blau-rot auf der linken Brustseite. 